# Élection présidentielle sénégalaise de 1978
L'élection présidentielle sénégalaise de 1978 a eu lieu le 26 février 1978. Pour la première fois dans l'histoire du pays, plusieurs candidats se présentent à la présidence. Le président sortant Léopold Sédar Senghor l'emporte avec 82 % des suffrages.

## Résultats
| Candidat                  | Candidat                  | Parti                     | Voix      | %     |  |
| ------------------------- | ------------------------- | ------------------------- | --------- | ----- |  |
|                           | Léopold Sédar Senghor     | PS                        | 807 515   | 82,20 |  |
|                           | Abdoulaye Wade            | PDS                       | 174 817   | 17,80 |  |
|                           |                           |                           |           |       |  |
| Votes valides             | Votes valides             | Votes valides             | 982 332   | 99,37 |  |
| Votes blancs et invalides | Votes blancs et invalides | Votes blancs et invalides | 6 234     | 0,63  |  |
| Total                     | Total                     | Total                     | 988 566   | 100   |  |
| Abstention                | Abstention                | Abstention                | 577 684   | 36,88 |  |
| Inscrits/Participation    | Inscrits/Participation    | Inscrits/Participation    | 1 566 250 | 63,12 |  |